# François Victor Jean de Lespérut
Pour les articles homonymes, voir Lespérut.
François Victor Jean de Lespérut, né à Laval (Mayenne) le 1er mars 1772, et mort à Paris le 12 janvier 1848, est une personnalité politique française.

## Biographie
Il effectue ses études à l'Université de Paris pendant la Révolution française. Il est emprisonné sous la Terreur. Libéré, il devient rédacteur au Messager du Soir de la partie littéraire et diplomatique. Ami de Volney, il est proposé par ce dernier à Louis-Alexandre Berthier, qu'il accompagne à l'Armée d'Italie dont il rédige les bulletins jusqu'à la Bataille de Marengo. Il suit Berthier alors ambassadeur en Espagne, puis devient son attaché comme secrétaire-général lors de son deuxième passage au ministère de la Guerre.
Choisi comme candidat au Corps législatif par le département de la Mayenne en 1802, et nommé législateur par le Sénat conservateur, il devient par la suite secrétaire-général du ministère de la Guerre. Il est de la première promotion dans l'ordre de la Légion d'honneur le 19 mai 1802.
En 1805, il est chargé par Napoléon Ier de prendre possession de la Principauté de Piombino, d'organiser celle de Lucques, et l'année suivante, il devient gouverneur de la principauté de Neuchâtel lorsque Louis-Alexandre Berthier en devient prince. Il est brièvement en disgrâce pour avoir refusé une place dans la maison d'Élisa Bonaparte, reine de Toscane. Un an plus tard, il est gouverneur de Silésie et s'y fait remarquer par ses capacités et son zèle. Jérôme Bonaparte veut le nommer ministre secrétaire d'État. L'empereur refuse et l'envoie en 1810, avec l'ambassade chargée de demander à Vienne la main de l'archiduchesse Marie-Louise. Il en rapporte le titre de baron et de chevalier de l'Ordre de Léopold.
La principauté de Neuchâtel envahie, alors qu'il en est encore gouverneur, il se réfugie à Eurville, près de Saint-Dizier, où il occupe les fonctions de maire. En janvier 1814, pendant la campagne de France, il fait sauter le pont sur la Marne, qui est sur sa propriété, sur les ordres du Comte de Ségur afin de retarder l'avancement des troupes alliées vers Paris,. Fait prisonnier par les Russes, il est condamné à mort avant de voir sa peine commuée en exil en Suisse à Berne où les principaux chefs des autorités helvétiques viennent le remercier de sa conduite envers les Neuchâtelois, leurs alliés, pendant que l'ambassadeur d'Autriche donne l'ordre de le considérer comme libre. La principauté de Neuchâtel envoie également une députation au roi de Prusse, arrivé à Bâle pour témoigner en faveur de Berthier et Lespérut.
Il est réhabilité en 1815 lors des Cent-Jours, où il est élu membre de la Chambre des représentants par le département de la Haute-Marne et, pendant l'invasion, les autorités prussiennes ordonnent qu'une sauvegarde spéciale protège sa terre d'Eurville, dot de sa femme, fille d'Henri Lepage, ancien maire d'Eurville. Il y vit lors de la Seconde restauration, et reçoit en 1821 le diplôme de l'Académie de Lucques.
Son fils François Auguste de Lespérut (1813-1873) sera maître de forges, maire d'Eurville et député de la Haute-Marne.

## Sources
- Eric-André Klauser, « Lesperut, François Victor Jean de » dans le Dictionnaire historique de la Suisse en ligne, version du 9 juin 2006.
- « François Victor Jean de Lespérut », dans Adolphe Robert et Gaston Cougny, Dictionnaire des parlementaires français, Edgar Bourloton, 1889-1891 [détail de l’édition] [texte sur Sycomore]
- Arnauld, Biographie nouvelle des contemporains, tome XI, 1823.
- « François Victor Jean de Lespérut », dans Alphonse-Victor Angot et Ferdinand Gaugain, Dictionnaire historique, topographique et biographique de la Mayenne, Laval, A. Goupil, 1900-1910 [détail des éditions] (BNF 34106789, présentation en ligne), t. IV, p. 556.